# Агассамен
Агассамен — персонаж древнегреческой мифологии. Сведения о нём сохранились у авторов I века до н. э. Диодора и Парфения (источником последнего послужила II книга «Наксосской истории» Андриска, жившего, вероятно, в IV—III веках до н. э.)
Согласно версии Андриска-Парфения, Агассамен был фракийцем, сыном Гегетора и братом Скеллида, и жил на острове, называвшемся тогда Стронгила (то есть «Круглая»; позже Наксос). Агассамен и его брат грабили Пелопоннес и соседние острова, а в Фессалии захватили в плен многих женщин, включая Ифимеду, жену Алоея, и её дочь Панкрато. Влюбившись в девушку, они убили друг друга.
Рассказ Диодора более подробен и отличается по содержанию. Он сообщает, что вначале предводителем фракийских разбойников со Стронгилы был Бут, сын Борея, но после его гибели фракийцы сделали царем острова Агассамена и отдали ему в жены плененную ими красавицу Панкратиду (вариант имени Панкрато; к тому времени вожди Сикел и Гекетор уже успели убить друг друга в схватке из-за неё), а одному из своих друзей царь отдал в жены пленницу Ифимедею. Однако братья жены Агассамена Алоады От и Эфиальт приплыли на остров, победили в битве фракийцев и после осады взяли город.
Т. Папангелис предполагает, что слова Проперция в элегии II. 9 о возможности поединка за любимую женщину могли испытать влияние рассказа Парфения.